# 突尼斯政治
突尼西亞在政治上是一個单一制、半总统制、共和制以及代議民主國家， 國家元首是代議民主，政府首脑是突尼西亞總理，立法机构為一院制，法院系统受法国民法. 1956年至2011年间，突尼斯实际上是一个一党制國家，政府由哈比卜·布尔吉巴和宰因·阿比丁·本·阿里领导下的憲政民主聯盟主导。然而2011年突尼斯爆發茉莉花革命，宰因·阿比丁·本·阿里下台，憲政民主聯盟解散，为突尼斯的多党民主制度铺平了道路。 2014年10月，突尼斯举行了自茉莉花革命以来的首次议会选举，突尼斯呼声赢得了217個國會議席中的85个議席。 
突尼斯是阿拉伯国家联盟、非洲联盟和伊斯兰合作组织的成员。它与美国、法国和欧盟保持着密切的关系，并于1995年与歐盟签订了欧洲联盟联系国协定。
突尼斯首位民选总统贝吉·卡伊德·埃塞卜西于2019年7月去世。凱斯·賽義德通過2019年突尼斯總統選舉當選突尼斯总统。然而2021年7月25日，他宣佈暫停议会並解除了总理職務。 